# Nicola Spirig
Nicola Spirig Hug (Bülach, 7 de fevereiro de 1981) é uma triatleta profissional suíça, campeã olímpica. 

## Carreira
Nicola Spirig nasceu em Bülach, seus pais Ursula e Sepp são professores. Ela é casada com o também triatleta Reto Hug, com o qual tem um filho.

### Londres 2012
Ela foi campeã olímpica em Londres 2012, triatleta com uma ótima parte de ciclismo, passou na frente na segunda perna, e disputou até os minutos finais com a sueca Lisa Norden, seu melhor sprint o fez conquistar a medalha de ouro. Um detalhe é que nesta prova Nicola estava gravida.

### Baku 2015

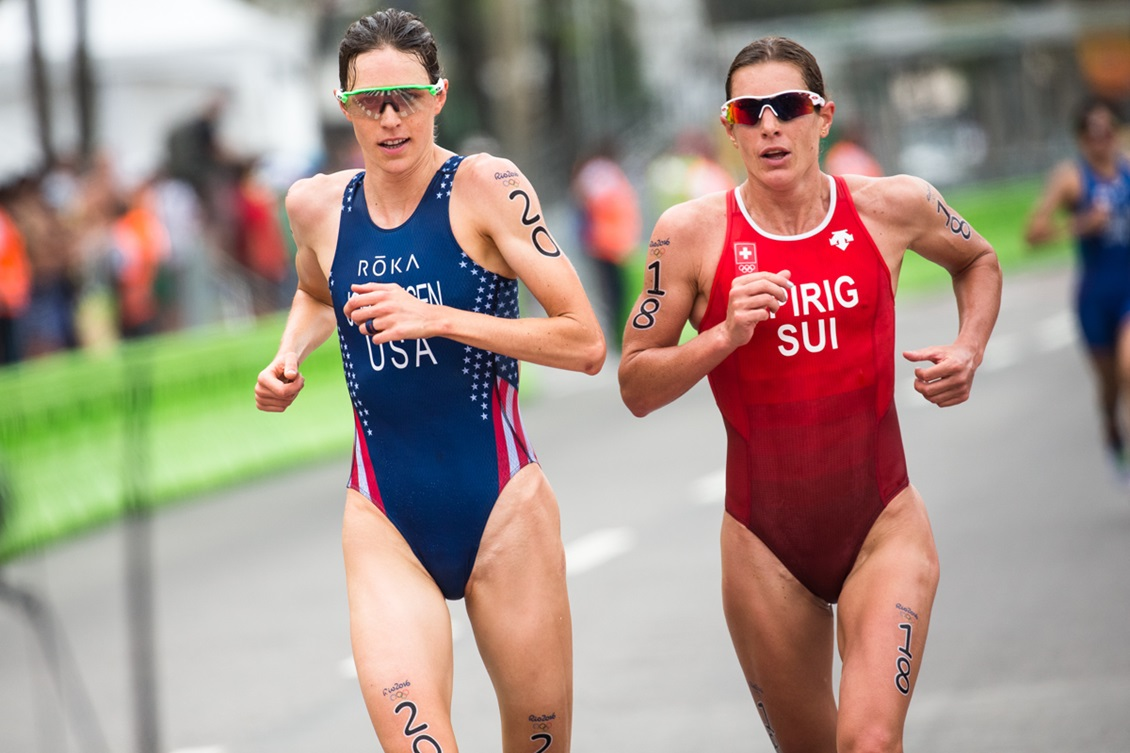
Disputa entre Gwen Jorgensen e Nicola Spirig

Ela foi a primeira campeã do tratlo dos Jogos Europeus em Baku 2015.

### Rio 2016
Mais experiente em Olimpíadas. Nicola acabou repetindo a boa perna do ciclismo no Rio 2016, sempre puxando o ritmo do ciclismo. Nicola chegou na parte da corrida ao lado de Gwen Jorgensen, as duas fizeram bonita batalha até a terceira e penúltima volta, correndo lado a lado. Na última volta Gwen escapou com Spirig não conseguindo sustentar o ritmo, mesmo assim, ela se manteve para conquistar a medalha de prata. 